# Гемороїдектомія
Гемороїдектомія (від грец. aιμορροΐδες — «потік крові, геморой» + ἐκτομή — «вирізування, висічення») ― у проктології спосіб оперативного втручання, за якого гемороїдальні вузли повністю, або частково, ексцизійно видаляються.
Гемороїдектомія є радикальним методом хірургічного лікування пацієнтів із хронічним комбінованим гемороєм, зокрема III—IV стадій. Застосовується вкрай рідко, оскільки має довгий реабілітаційний період, високий ризик появи багатьох ускладнень у післяопераційному періоді, а також через те, що на сьогоднішній день існують більш дієві малоінвазивні методи лікування геморою різних стадій.
Виконується під загальною, місцевою та епідуральною анестезією.
Існує десятки модифікацій гемороїдектомії, однак в хірургічній практиці найчастіше застосовують так звану «класичну» гемороїдектомію за методом Міллігана-Моргана.

## Історія

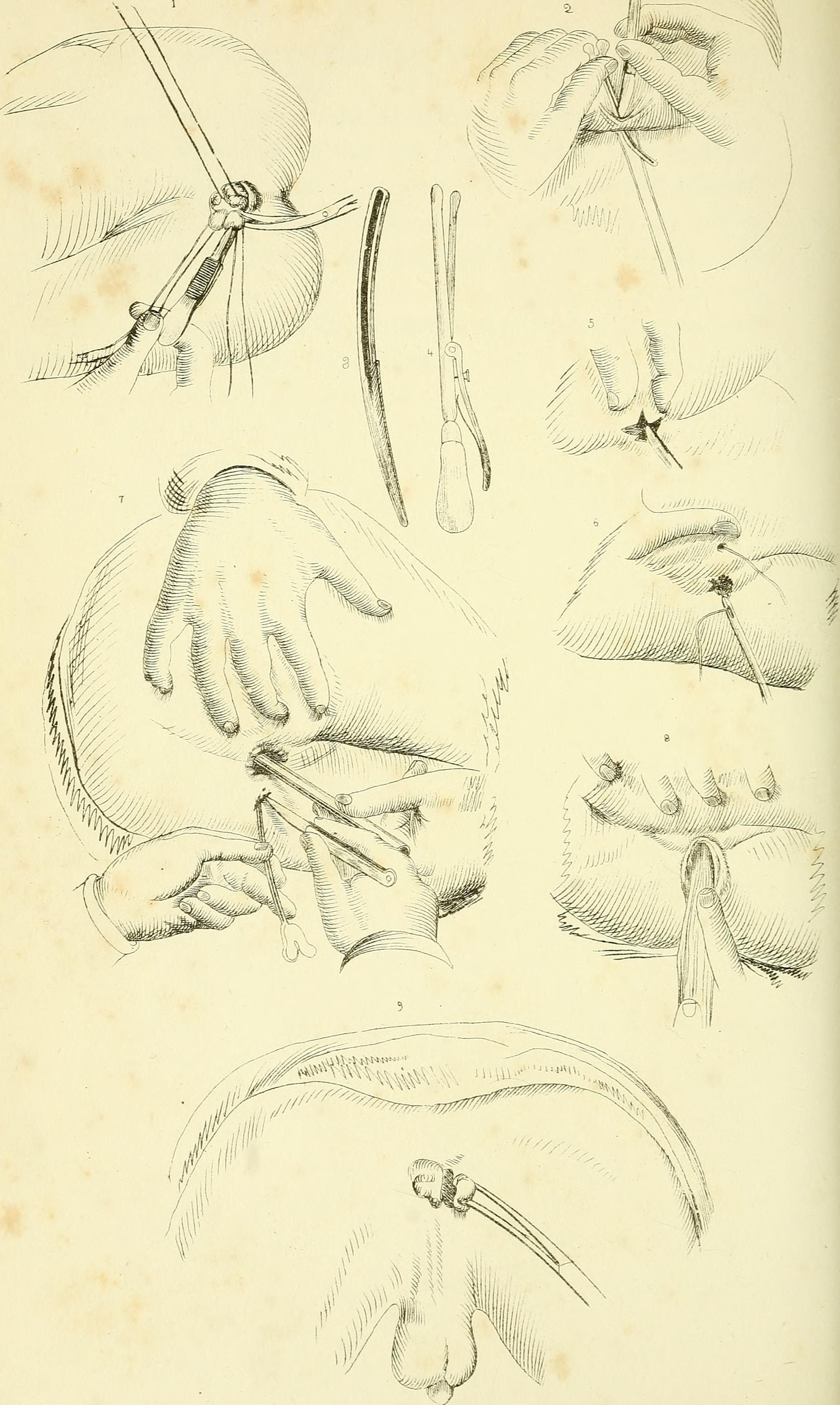
Схематичне зображення хірургічного видалення геморою з книги «Оперативна хірургія. Ілюстрації» авторства доктора Річарда Пайпера (1850-ті).

Хірургічне лікування геморою відоме з давніх давен, і в сучасному розумінні «видалення гемороїдальних вузлів» здійснювалося щонайменше 4000 років тому. Припускається, що у добу античності Гіпократ практикував відкритий спосіб видалення геморою (подібно до сучасної так званої «відкритої» гемороїдектомії).
Наймовірніше гемороїдектомію у середні віки також практикував англійський хірург Джон Ардерн, а в епоху Відродження — французький хірург Жан-Луї Петі.
Втім, задовільних операційних і післяопераційних результатів вчені домоглися лише у 19 столітті, і одним з найкращих методів хірургічного видалення геморою цього часу була техніка німецького хірурга Бернгарда фон Лангенбека, який вперше запропонував її у 1852 році. Довгий час (майже століття) саме ця техніка залишалась найпоширенішою в проктологічній практиці і вважалася «золотим стандартом» у хірургічному лікуванні геморою.
У 1882 році англійський хірург Волтер Вайтгед запропонував інший метод видалення геморою, суть якого зведена до циркулярного висічення і циркулярного підшивання. Згодом цей метод отримав назву «циркулярна гемороїдектомія за методом Вайтгеда». Оскільки операція за технікою виконання була надто складною, а також мала часті післяопераційні ускладнення, методика Вайтгеда не отримала визнання.
Уперше операцію з хірургічного висічення трьох основних гемороїдальних вузлів з розгалуженням їх артерій за проєкцією годинникової стрілки на 3, 7, та 11 годин за циферблатом, була проведена в 30-х роках 20 століття британськими хірургами Едвардом Мілліганом та Кліфордом Морганом. Вони теоретично обґрунтували, а слідом практично напрацювали цілу методику, запровадивши її в хірургічну практику. Уперше докладний їх опис було опубліковано в журналі «The Lancet» у 1937 році. Пізніше він отримає назву — «класична гемороїдектомія за методом Міллігана-Моргана».
У 1956 році військовий хірург-проктолог Алан Паркс запропонував максимально більше зберігти анодерму і слизову анального каналу при проведенні гемороїдектомії. Проте в силу довшої тривалості операції за часом у порівнянні з іншими модифікаціями, а також через ускладнення у вигляді кровотеч, що виникали під час операцій, спосіб, що згодом отримає назву «підслизова гемороїдектомія за методом Паркса», наразі рідко застосовується.
У 1959 році інший хірург Джеймс Фергюсон, звернувши увагу на довгі терміни загоєння післяопераційних ран унаслідок класичної гемороїдектомії за методом Міллігана-Моргана, запропонував не залишати рани після операції відкритими, а ушивати їх, що, на його думку, сприятиме зменшенню термінів їх загоєння. Згодом цей метод отримав назву «закрита гемороїдектомія за методом Фергюсона». Нині найчастіше застосовується проктологами, як і, власне, класична за методом Міллігана-Моргана.
У 1993 році італійський професор Антоніо Лонго запропонував взагалі не видаляти гемороїдальні вузли, а підтягувати їх вгору за рахунок висічення ділянки слизової, що розташована вище зубчастої лінії. Цей метод згодом отримав назву «степлерна гемороїдектомія», або просто «операція за методом Лонго».

## Процедура
Операція проводиться під знеболенням (місцево, загально, або через ін'єкцію анальгетику у простір усередині хребтового каналу навколо спинномозкових нервів) і триває від 20 хвилин до 2 годин. Пацієнт приводиться у положення лежачи на спину. Нижні його кінцівки згинаються до живота і укладаються на спеціальні підставки, фіксуються за аналогією для обстеження на гінекологічному кріслі. Операційне поле (перианальна ділянка) обробляється антисептичним розчином. Після того, як анестезія подіяла, проводиться дивульсія анального сфінктера ректальним дзеркалом за напрямками годин умовного циферблату (найчастіше 3, 7, 11 годин). Опісля цього спеціальним хірургічним затискачем захоплюється і відтягується в радіальному напрямку зовнішній компонент гемороїдального вузла, а на внутрішній накладається вікончатий затискач, який підтягується назовні і вгору з метою запобігання пошкодженню волокон анального сфінктера. Наступний етап передбачає розсікання скальпелем слизової оболонки, шкірної частини анального каналу і перианальної шкіри, що покривають гемороїдальний вузол. Слизову оболонку і шкіру розсікають з двох сторін, потім відсепаровують до основи гемороїдального вузла, а після чого прошивають і перев'язують так звану його «ніжку» вікрилом із зануренням кукси у підслизовий шар. Опісля відступають від лігатури і відсікають вузол від основи.
У залежності від обраного методу операції, післяопераційна рана або залишається відкритою, або ушивається одиничними кетгутовими швами. Операція завершується введенням в анальний отвір марлевого тампона, попередньо змоченого спеціальним розчином, і газовідвідної трубки.

## Післяопераційний період
Реабілітаційний період після операції триває до 6 тижнів, однак саме рубцювання тканин триває набагато довше, і залежно від обраного способу операції, приблизно від 6 місяців до 1 року. У післяопераційний період пацієнту необхідно дотримуватися спеціальної дієти та загальних рекомендацій хірурга-проктолога для запобіганню ускладнень. Післяопераційні ускладнення виникають приблизно у 5-15 % пацієнтів, яким виконана гемороїдектомія, і умовно вони поділяються на ускладнення в ранньому післяопераційному періоді та ускладнення у пізньому періоді. До ускладнень у ранньому післяопераційному періоді (переважно до 7 діб після оперативного втручання) відносять: кровотечі, виражений больовий синдром, інфекційні ускладнення (сепсис), порушення сечовипускання. До ускладнень у віддаленому післяопераційному періоді (переважно до 1 року після хірургічного втручання) — нетримання калу і газів, анальний стеноз (стриктура), хронічні запори, дивертикули, гострий парапроктит, анальний свищ, випадіння прямої кишки.
Рецидив хвороби (геморой) виникає у 2-3 % пацієнтів з числа тих, хто переніс операцію.

## Види
- Класична гемороїдектомія за методом Міллігана-Моргана (так звана «відкрита» гемороїдектомія) і її модифікації:
  - Гемороїдектомія за методом Фергюсона (так звана «закрита» гемороїдектомія) і її модифікації:
    - Гемороїдектомія за методом Фанслера-Арнольда (так звана «реконструктивна» гемороїдектомія).
- Гемороїдектомія за методом Лонго (так звана «степлерна» гемороїдектомія) і її модифікації.
- Гемороїдектомія за методом Вайтгеда (так звана «циркулярна» гемороїдектомія) і її модифікації:
  - Гемороїдектомія за методом Паркса (так звана «підслизова» гемороїдектомія) і її модифікації.